# Божественні (фільм, 2019)
«Божественні» (англ. The Diviners) — український документальний фільм 2019 року, виконаний у наївній стилістиці роуд-муві, повнометражний дебют фотодокументаліста Романа Бордуна. Національна прем'єра фільму відбулась 27 березня 2019 в рамках української конкурсної програми XVI Міжнародного фестивалю документального кіно про права людини Docudays UA., міжнародна прем'єра в Німеччині на DOK Leipzig 29 жовтня 2019 року. Брав участь в кіноринку East Silver Market на Міжнародному фестивалі документального кіно «Їглава» в Чехії, Makedox в Північній Македонії.
В ЗМІ стрічку часто відносять до жанру фільм-калейдоскоп.

## Сюжет
Головні герої фільму — люди, що населяють Київ, Одесу, Львів. Їхня реальність багатошарова та неприкрашена, позбавлена однозначних абсолютних трактувань добра і зла, гуманності й жорстокості, милосердя і байдужості. Ця історія — калейдоскоп, в окулярі якого усі ми: праведні, нещадні, смішні, наївні. Чесні.
Автор виступає спостерігачем за реальністю та не дає оцінки дійсності. Ситуації схожі на тимчасові Instagram Stories, котрі у кліповому порядку змінюються, нагадуючи глядачу про мить плинного часу та його шаленого ритму. Ця історія про гендерні відносини в стінах сучасних українських міст.

## Виробництво
Фільм створено з відеощоденника режисера, знятий та реалізований за власний кошт, без стороннього фінансування. Одним з перших глядачів фінального монтажу був Олександр Расторгуєв, котрий розпочав продюсування, проте через два тижні загинув в Центральноафриканській Республіці досліджуючи тему ПВК Вагнер.

## Відгуки критиків
Після прем'єри стрічки на Docudays UA фільм став для багатьох відкриттям, викликало жваве обговорення стрічки серед українських кінокритиків, котрі відзначили стрічку новаторською, не схожою на жодну з інших. Кіноексперт Ігор Грабович назвав режисера новою сенсацією в українському кіно. Кінокритик Дмитро Десятерик відзначив, що це кіно про дослідження зв'язку людини з простором її проживання, а також — стереотипів, які українці поділяють про самих себе, антропологічна мозаїка без головних героїв чи навіть цілісного сюжету, але сповнена візуальної енергії, влучної іронії та неявних смислів.

## Нагороди та номінації
Фільм був номінований на премію Кіноколо українських кінокритиків.
| Список нагород та номінацій                                                       | Список нагород та номінацій | Список нагород та номінацій | Список нагород та номінацій    | Список нагород та номінацій | Список нагород та номінацій | Список нагород та номінацій |
| Кінофестиваль                                                                     | Рік                         | Країна                      | Категорія                      | Номінант(и)                 | Результат                   | Дж                          |
| --------------------------------------------------------------------------------- | --------------------------- | --------------------------- | ------------------------------ | --------------------------- | --------------------------- | --------------------------- |
| 16-ий міжнародний кінофестиваль документального кіно про права людини Docudays UA | 2019                        | Україна                     | Найкращий документальний фільм | Божественні                 | Номінація                   | [ 2 ]                       |
| 62-ий міжнародний кінофестиваль документального та анімаційно кіно DOK Leipzig    | 2019                        | Німеччина                   | Найкращий документальний фільм | Божественні                 | Номінація                   | [ 4 ]                       |
| 3-ій міжнародний кінофестиваль «Київський тиждень критики»                        | 2019                        | Україна                     | Найкращий документальний фільм | Божественні                 | Номінація                   | [ 14 ]                      |
| 27-ий міжнародний кінофестиваль документального кіно Astra Film Festival          | 2020                        | Румунія                     | Найкращий документальний фільм | Божественні                 | Номінація                   | [ 15 ]                      |
| 5-ий міжнародний кінофестиваль Berlin Revolution Film Festival                    | 2021                        | Німеччина                   | Гран-прі                       | Божественні                 | Перемога                    | [ 16 ]                      |